# 佐用町立上津中学校
佐用町立上津中学校（さようちょうりつ うわづ ちゅうがっこう）は、兵庫県佐用郡佐用町下徳久に所在する公立中学校。

## 沿革
- 1947年（昭和22年）5月 - 徳久村・中安村学校組合立上津中学校開校
- 1955年（昭和30年）7月 - 徳久村・中安村との合併により南光町立上津中学校と改称
- 2005年（平成17年）10月1日 - 佐用郡4町の合併に伴い佐用町立上津中学校に改称
- 2015年（平成27年）4月1日 - 兵庫県佐用郡佐用町・宍粟市三土中学校事務組合立三土中学校の佐用町側（三河校区）を統合。宍粟市側は宍粟市立山崎西中学校と統合。

町内4中学校での統合が計画されている。

## 部活動
- 野球部
- 卓球部
- 女子ソフトテニス部
- 吹奏楽部

## 校区
- 佐用町の内、旧南光町の区域。以下の小学校の通学区域が該当する。
  - 佐用町立南光小学校

## 校区が隣接している学校
- 佐用町立佐用中学校
- 佐用町立上月中学校
- 上郡町立上郡中学校
- 佐用町立三日月中学校
- 宍粟市立山崎西中学校
- 宍粟市立千種中学校